# Zehentstadel (Markt Rettenbach)

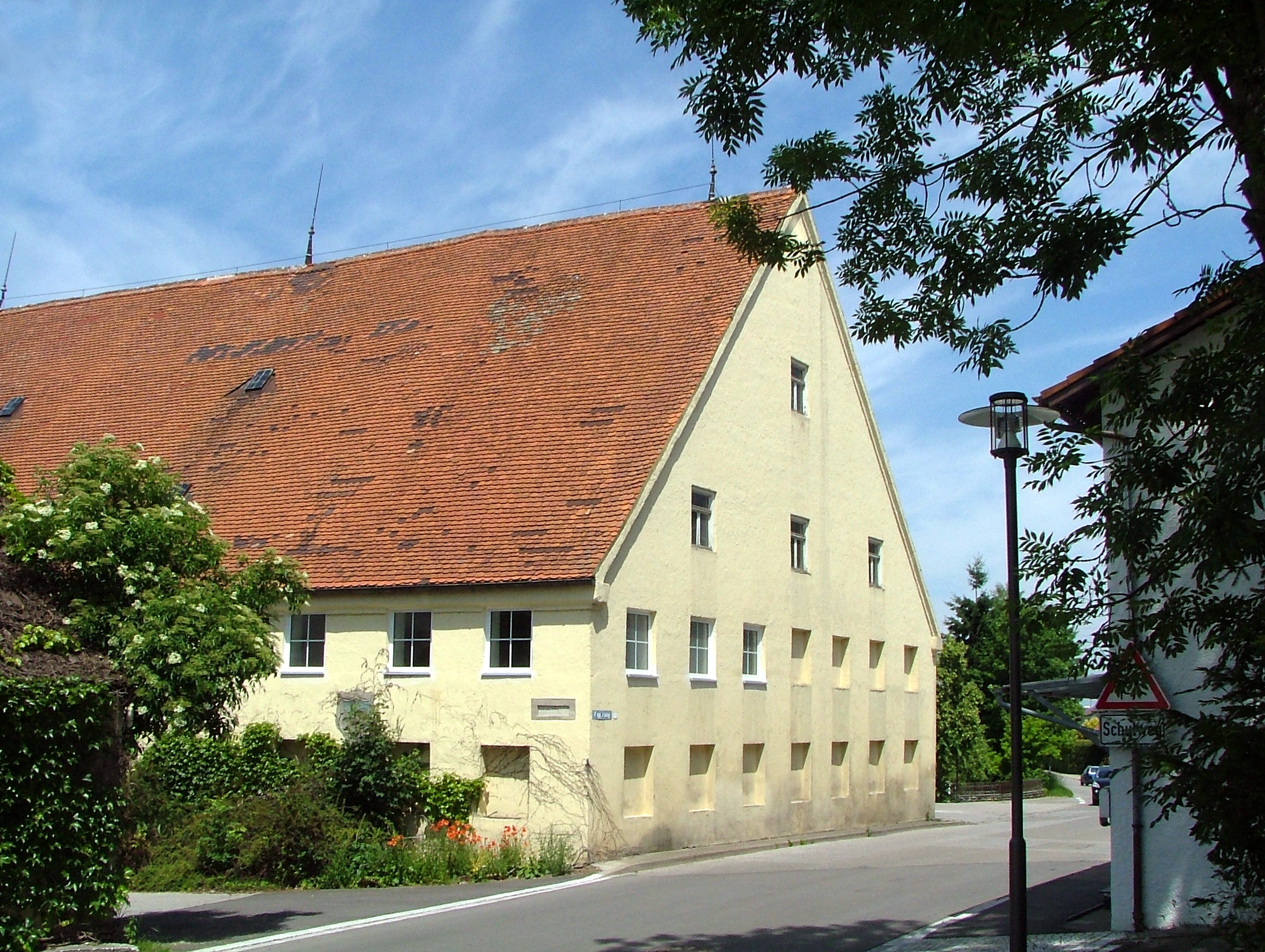
Ehemaliger Zehentstadel in Markt Rettenbach

Der sogenannte Zehentstadel oder Zehntstadel in Markt Rettenbach im Landkreis Unterallgäu (Bayern) ist ein denkmalgeschütztes Gebäude. Es wurde 1536 als fuggerischer Fruchtstadel errichtet. Im Jahr 1802 wurde dieser wiederaufgebaut. Ein Umbau fand 1909 statt. Das Gebäude ist ein zweigeschossiger Satteldachbau, der nördlich des Amtshauses steht.